# 鈴木理華
鈴木 理華（すずき りか、1月7日 - ）は、日本のイラストレーター、漫画家。神奈川県横浜市出身。

## エピソード

### ファイアーエムブレムシリーズ
- 初めて仕事として担当した『ファイアーエムブレム』（以降『FE』）は、アスキー刊『ファイアーエムブレム 聖戦の系譜 ファンSpecial』、アスキー刊、小説版『聖戦の系譜』[1]。
- FEシリーズで1番好きなタイトルは、初めて遊んだ『ファイアーエムブレム 暗黒竜と光の剣』と1番思い出深い『聖戦の系譜』[1]。
- 1番印象に残っているシーンは、『暗黒竜と光の剣』のシーダの説得台詞「その剣で私を好きにして」。『聖戦の系譜』のキュアンとエスリンが助けられ無い事が、バーハラの悲劇よりもつらかった[1]。
- 好きなキャラクターは『聖戦の系譜』のレヴィンと『暗黒竜と光の剣』のチェイニー[1]。
- ゲーム版『FE』のイラストを描いた時のエピソードは、『BSファイアーエムブレム アカネイア戦記編』の頃は、当時のディレクターと『FE』だけに限らず、映画、アニメなど様々な作品について何度語り合わせていた。かなり長電話を頻繁にしたりと、当時の貴重な体験は、全て宝物であると述べていた。『アカネイア戦記編』以来の仕事『ファイアーエムブレム 覚醒』では、ソードマスターの服のデザインが和風だった事が、1番驚愕したという[1]。

#### ファイアーエムブレム0
- 第1弾から第6弾までのお勧めのイラストは、特に無い。自身がどんな気持ちで描いていようがユーザーの方々がイラストから感じとって下さった事が全てである。もし気に入ったカードがあったら、そのキャラクターを特に見て欲しい。そのキャラクターがとても喜ぶと語っている[1]。
- 『FE0』と小説版『聖戦の系譜』のイラストで変わった点、変わらない点は、前者は迫力が増した。後者は根元が変わっていない事[1]。
- カードイラスト完成までの流れについては、担当キャラクター選定は、インテリジェントシステムズ（以降IS）なので、発注書を見た時「このキャラが私の所へ来たか！」となって、そのキャラを抱き締めたくなる気持ちになるところから始まると言う。初期は線画を紙に描いていたが、近年はラフから仕上げまでPCで作業をしている。正直アナログ作画の方が慣れているので、本当は、紙で描いた方が3倍速いと語っている[1]。
- 第6弾の異なるイラストレーター達の繋がるカードイラストの絵柄については、繋げた時、画面が広い分だけ気持ちいい絵になれば良いと思う。しかし基本的な感覚は単体カードイラストと同じだと言う。『ファイアーエムブレムif』の王族兄弟の集合絵は本当に面白い企画だと語っている。複数の作家の繋ぎ絵の場合、大変なのは作家よりも監修するISの方だと思う。ユーザーの方々からは賛否両論あると思うが、個人的には、この様な企画はもっとあっていいと思う。他の作家との合作は滅多に出来ないと語っている。自身が描いたマークスだけがだいぶ前に公開され、ずっと独りで寂しかったので、第6弾が発売されて暗夜兄弟が揃って1番嬉しかったのは自身とマークスであり、この点に関してはユーザーの方々にも譲れないと述べていた[1]。

## 作品リスト

### 漫画
- タブロウ・ゲート（角川書店／あすかコミックスDX）全2巻[1]
2000年に『月刊ASUKAファンタジーDX』に掲載。2001年に創刊された『月刊少女帝国』で連載されたが、同誌の休刊に伴い中断となった。2010年1月に秋田書店より復刻版として「タブロウ・ゲート0（ゼロ）」が発売された。
- タブロウ・ゲート（秋田書店／プリンセスコミックス）全26巻[1]。
2007年より『プリンセスGOLD』にて連載開始し、2011年から『月刊プリンセス』に移籍して2021年まで連載。細部が変更されているが、おおむね角川書店版を踏襲している。
- スカーレット・ウィザードプラス（中央公論新社／CNコミックス）第2巻 [2]
茅田砂胡の小説スカーレット・ウィザードシリーズのコミカライズ。第2巻のみ作画を担当。第1巻の作画は忍青龍。
- 嘆きのサイレン クラッシュ・ブレイズ コミック・バージョン（中央公論新社／CNコミックス）既刊3巻[2]
茅田砂胡の小説クラッシュ・ブレイズシリーズのコミカライズ。

### 画集
- 鈴木理華画集―女王と海賊と天使たちCOLOR
  - 挿絵・カバー絵を担当した茅田砂胡のライトノベル『暁の天使たち』シリーズと『クラッシュ・ブレイズ』シリーズのイラストをまとめたもの。茅田の書き下ろし小説も収録されている。

### 小説挿絵
- トゥルークの海賊（茅田砂胡・著／中央公論新社／C★NOVELSファンタジア）[2]
  - トゥルークの海賊1
  - トゥルークの海賊2
  - トゥルークの海賊3
- クラッシュ・ブレイズ（茅田砂胡・著／中央公論新社／C★NOVELSファンタジア）[2]
  - 嘆きのサイレン
  - スペシャリストの誇り
  - ヴェロニカの嵐
  - パンドラの檻
  - オンタロスの剣
  - ソフィアの正餐会
  - 大峡谷のパピヨン
  - ミラージュの罠
  - 夜の展覧会
  - サイモンの災難
  - マルグリートの輪舞曲
  - 追憶のカレン
  - 海賊とウェディング・ベル
  - 逆転のクレヴァス
  - オディールの騎士
  - ファロットの休日
- 天使たちの課外活動（茅田砂胡・著／中央公論新社／C★NOVELSファンタジア）[2]
  - 天使たちの課外活動
  - 天使たちの課外活動2 ライジャの靴下
  - 天使たちの課外活動3 テオの日替わり料理店
  - 天使たちの課外活動4 アンヌの野兎
  - 天使たちの課外活動5 笑顔の代償
  - 天使たちの課外活動6 テオの秘密のレストラン
  - 天使たちの課外活動7 ガーディ少年と暁の天使（上）
  - 天使たちの課外活動7 ガーディ少年と暁の天使（下）
- 暁の天使たち（茅田砂胡・著／中央公論新社／C★NOVELSファンタジア）[2]
  - 暁の天使たち（再版）
  - 神々の憂鬱
  - 海賊王の帰還
  - 二人の眠り姫
  - 女王と海賊
  - 天使の舞闘会
  - 外伝1 舞闘会の華麗なる終演
  - 外伝2 天使たちの華劇
- 護樹騎士団物語（水月 郁見・著／徳間書店／トクマ・ノベルズEdge）既刊15巻
- はじまりの骨の物語（五代ゆう・著／ホビージャパン／HJ文庫）
- ゴールドベルグ変奏曲（五代ゆう・著／ホビージャパン／HJ文庫）
- 小説 ファイアーエムブレム 聖戦の系譜・シグルド編（鈴木銀一郎・著）上下巻[1]
- 小説 ファイアーエムブレム 聖戦の系譜・最後の地竜族（鈴木銀一郎・著）[1]
- 小説 ファイアーエムブレム 聖戦の系譜・森と湖の国（鈴木銀一郎・著）[1]
- 小説 ファイアーエムブレム 聖魔の光石（高瀬美恵・著／スクウェア・エニックス）上下巻
- キターブ・アルサール（朝香祥・著／角川書店／角川ビーンズ文庫）
  - 不機嫌なイマナ
  - 風の呼ぶ声
- デモンズサモナー（中里融司・著／サークル出版社／サークル文庫）
本文挿画のみ担当。表紙・口絵は米村孝一郎・中村博文。
  - 王権の剣
  - 薄暮の灯火
  - 黄金の指輪
  - 浄闇の印章（ノアール出版／ノアール出版ノベルズ）
- 新デモンズサモナー（中里融司・著／エニックス／EXノベルズ）
  - 幻影の祭歌
- 爆裂！マインレイヤー（北沢慶・著／富士見書房／富士見ファンタジア文庫）
  - 炎の妖精使い
  - 機械仕掛けの妖精姫
- 月王（櫻井牧・著／富士見書房／富士見ファンタジア文庫）
- イズァーカ商会へようこそ（前田珠子・著／集英社／コバルト文庫）

### TVゲーム
- BSファイアーエムブレム アカネイア戦記編（任天堂/インテリジェントシステムズ、キャラクターデザイン[3][1]）
  - ファイアーエムブレム 覚醒（課金コンテンツ、異界のセリスのイラスト[1]）

### トレーディングカードゲーム
- バトルスピリッツ [4]（バンダイ）
  - 【皇騎】カードイラスト 「パントマイスター」
  - 【龍帝】カードイラスト 「堕天使アゼル」
  - 【覇闘】カードイラスト 「ベル・ダンディア」「ハイエリクサー」
  - 【激翔】カードイラスト 「スクルディア」「チュンポポ」「花の子リップ」「マジックブック」
  - カードイラスト 「ウル・ディーネ」
- モンスターコレクション[5] （富士見書房／ブロッコリー）
  - 千年皇国の栄光

カードイラスト 再録のみ5点
  - ベストカード・デック 「樹界霊の歌姫」「海皇神の王子」カードイラスト 再録のみ3点
  - 神霊獣の咆哮 カードイラスト 「鬼姫イゾルデ」 他再録3点
- モンスターコレクション2 （富士見書房）
  - プロモーションカード 「オーバーランナー」
- ファイアーエムブレム0（インテリジェントシステムズ / 任天堂[6][1]）

### その他
- 幻想水滸伝カラベル 幻想水滸伝・コミックアンソロジー（角川書店／あすかコミックDX）
- C★N25 C★NOVELS創刊25周年アンソロジー（中央公論新社）
カラー口絵、クラッシュ・ブレイズシリーズのコメディ漫画、旅行記[7]。